# Polaire (variable cataclysmique)
En astronomie, une (étoile) variable cataclysmique magnétique (MCV, sigle de l'anglais magnetic cataclysmic variable), ou polaire (de l'anglais polar), est un système binaire variable cataclysmique contenant une naine blanche possédant un fort champ magnétique (B > 10 MG),.
Le mot « polar » est une référence à la lumière polarisée qu'elles émettent.
Elles étaient originellement appelées étoiles de type AM Herculis d'après l'étoile prototype AM Herculis.

## Caractéristiques
Comme les autres variables cataclysmiques, les polaires contiennent deux étoiles : une naine blanche qui accrète, et une étoile de faible masse donneuse (habituellement une naine rouge) qui transfère une partie de sa masse à la naine blanche du fait de l'attraction gravitationnelle de cette dernière, débordant son lobe de Roche. Les polaires se distinguent des autres variables cataclysmiques par la présence d'un très fort champ magnétique dans la naine blanche. L'intensité typique du champ magnétique des systèmes polaires va de 10 millions à 80 millions de gauss (1000 à 8000 teslas).

### Exemple remarquable
La naine blanche de la polaire AN Ursae Majoris a le plus fort champ magnétique connu de toutes les variables cataclysmiques, avec un champ d'intensité valant 230 millions de gauss (23 kT).